# Provincia de Luanda
Luanda (8°59′S 13°17′E / -8.983, 13.283) es una de las veintiún provincias en que se encuentra dividida administrativamente Angola. 

## Municipios con población estimada en julio de 2018
- Belas 1,230,101
- Cacuaco 1,237,477
- Cazenga 1,011,397
- Icolo e Bengo 126,935
- Luanda 2,487,444
- Quissama 45,262
- Viana 1,838,291

## La capital
Luanda es la capital del país, es el área más industrializada de Angola, que se benefició al no verse afectada de una manera tan directa por la Guerra Civil, y al haber crecido con las migraciones desde otras zonas sometidas a la guerra.

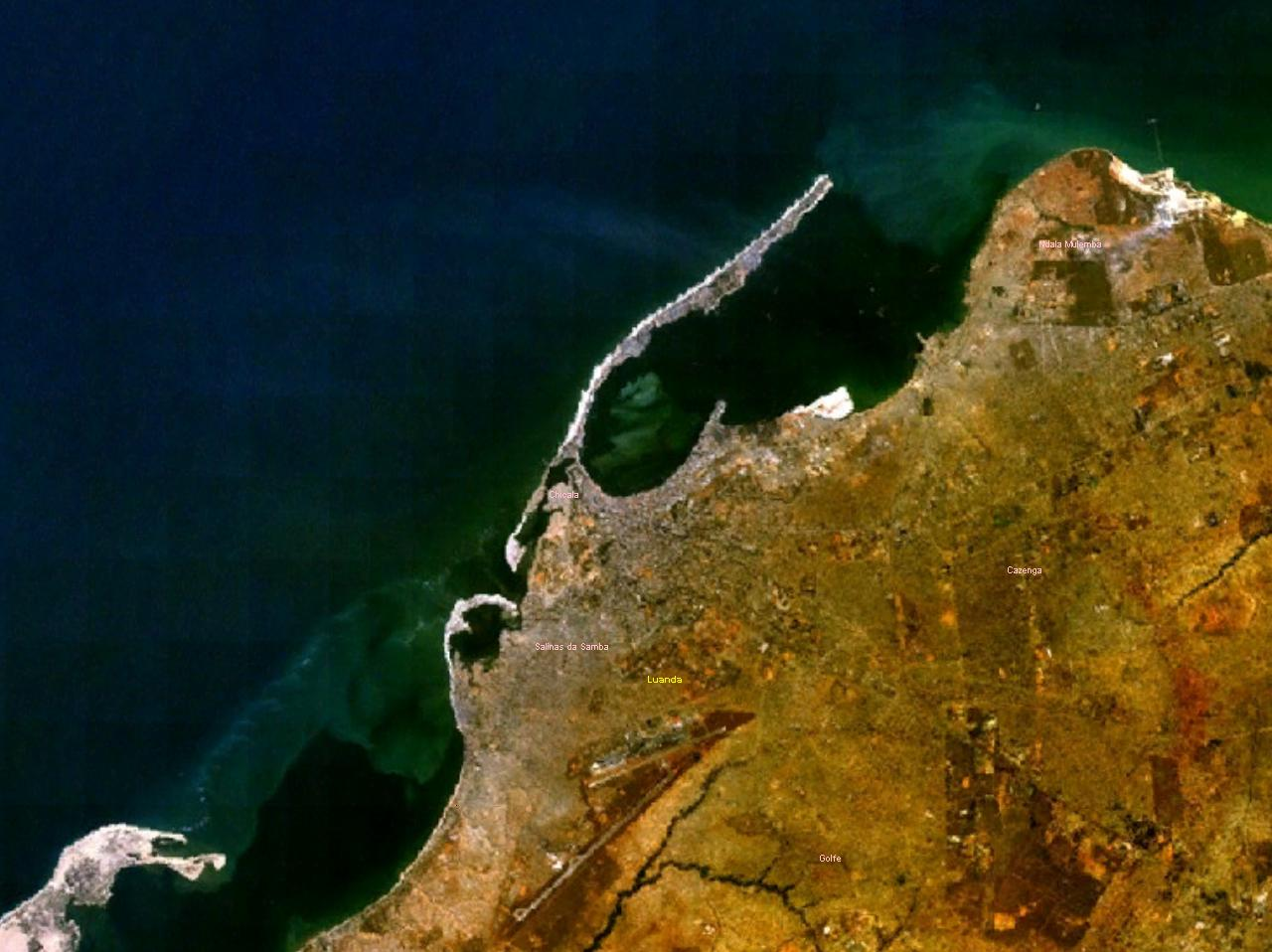
Imagen satelital de Luanda y sus alrededores.

## La provincia
Se trata de la provincia de menor superficie de Angola,  2.257 km², que representa 0.19% de la superficie del territorio nacional.
De acuerdo con el censo nacional de 2014, la población de la provincia era entonces de 7.098.267. 

## Economía
Luanda es también la provincia de Angola más industrializada y con el mayor crecimiento económico, lo que se debe al hecho de no haber sufrido prácticamente los efectos directos de la guerra civil, y sí en cambio el éxodo de población que se ha verificado desde otras áreas del país hacia la capital. Actualmente, Luanda cuenta con nuevas inversiones propiciadas por el fin de la guerra civil.
Abunda la pesca, siendo la producción agrícola de mandioca, mijo, boniato, cacahuete, alubia y otros productos hortícolas propios de la agricultura periurbana.

## Municipios

Provincias angoleñas.

La provincia tiene nueve municipios, que son: 
- Cacuaco
- Cazenga
- Luanda
- Quilamba Quiaxi
- Quissama
- Icolo e Bengo
- Belas
- Talatona
- Viana.[2]

### Comunas
Lista de comunas por municipio en la provincia de Luanda:
| Municipio       | Comuna-sede     | Otras comunas                                       |
| --------------- | --------------- | --------------------------------------------------- |
| Belas           | Belas           | Barra do Cuanza                                     |
| Cacuaco         | Cacuaco         | Funda                                               |
| Cazenga         | Cazenga         | —                                                   |
| Icolo e Bengo   | Icolo e Bengo   | Bom Jesus do Cuanza Cabiri Cassoneca Caculo Cahango |
| Luanda          | Luanda          | —                                                   |
| Quilamba Quiaxi | Quilamba Quiaxi | —                                                   |
| Quissama        | Muxima          | Demba Chio Quixinge Mumbondo Caboledo               |
| Talatona        | Talatona        | Benfica                                             |
| Viana           | Viana           | Calumbo                                             |